# Изготовление сидра
«Изготовление сидра» — картина американского художника Уильяма Сиднея Маунта, написанная в 1840-1841 годах. В настоящее время картина находится в собрании Метрополитен-музея в Нью-Йорке.
На картине изображена часть процесса изготовления сидра на ферме на Лонг-Айленде. В работе нашли отражения политические взгляды художника: Маунт, являвшийся консервативным демократом, был ярым противником политики действовавшего президента США Эндрю Джексона и его преемника Мартина Ван Бюрена; их политический оппонент Уильям Генри Гаррисон, часто использовал образ скромного человека из села, предпочитающего простой сидр дорогим винам, для противопоставления своим соперникам, которые, по его мнению, наслаждались роскошью и излишествами, предоставляемыми Белым Домом. Сама по себе Партия вигов в обществе Гаррисона ассоциировалась с изготовителями сидра.
Производство сидра, изображённое на картине, находилось в деревне Сетокет и просуществовало до первых десятилетий XX века. Маунт получил за свою работу гонорар в 250 долларов.